# رايموند بلومر
رايموند بلومر (بالإنجليزية: Raymond Bloomer)‏ هو ممثل أمريكي، ولد في 20 مايو 1897 في روتشستر في الولايات المتحدة، وتوفي في 1982 في غلينز فولز في الولايات المتحدة.

## وصلات خارجية
- رايموند بلومر على موقع IMDb (الإنجليزية)
- رايموند بلومر على موقع أول موفي (الإنجليزية)
- رايموند بلومر على موقع قاعدة بيانات برودواي على الإنترنت (الإنجليزية)
- رايموند بلومر على موقع قاعدة بيانات الفيلم (الإنجليزية)